# عظام مشط اليد
عظام مشط اليد يد الإنسان مكونة من 27 عظمة  ويتنقسم هيكل اليد إلى ثلاث مجموعات من العظام ، الأولى وهي عظام رسغ اليد و الثانية وهي عظام المشط والمجموعة الثالثة وهي عظام السلاميات التي تكون الأصابع .
وتتوزع العظام كالتالي :
الرسغ (بالإنجليزية: Carpal)‏ويضم 8 عظام تشكل صفين بكل واحد 4 عظام.
وعظام رسغ اليد هي ثمانية عظام صغيرة وغير منتظمة مرتبة في صفين يتصل بعضهما مع العظام المجاورة لها بواسطة أربطة تسهل لكل منها حركة انزلاقية تمكن اليد من الانثناء على الساعد وحركة الرسغ مضافة إلى حركة الزند والكعبرة تعطيان اليد مرونة في حركتها. أما الصف العلوي فيتكون من أربعة عظام يتمفصل بعضها مع بعض وبعضها مع السطح السفلي لعظم الكعبرة ويتمفصل الصف السفلي مع قواعد عظام مشط اليد الخمس.
مشط اليد(بالإنجليزية: metacarpal)‏ وهو مجموعة العظام التي تشكل راحة اليد، وعددها 5.
عظام المشط خمسة عظام مستطيلة لكل منها جزء عريض يسمي قاعدة وتتجه إلى أعلي وجزء مستدير أصغر من القاعدة ويسمي الرأس ويتمفصل بقاعدته مع مقابله من عظام رسغ اليد وبرأسه مع مقابله من السلاميات الأولي .
السلاميات (بالإنجليزية: Phalanges)‏ وهي مجموعة عظام أصابع اليد وعددها 14.يتصل بكل عظم من عظام المشط أصبع مكون من ثلاث سلاميات ماعدا الإبهام فهو مكون من سلاميتين، ويتحرك الإبهام حركة واسعة لكي يمكنه مواجهة الأصابع الأخرى وهذا يمكن الإنسان من استعمال أصابعه في القبض (التقاط) الأشياء الكبيرة والتقاط الأشياء الصغيرة.

## صور إضافية

اليد
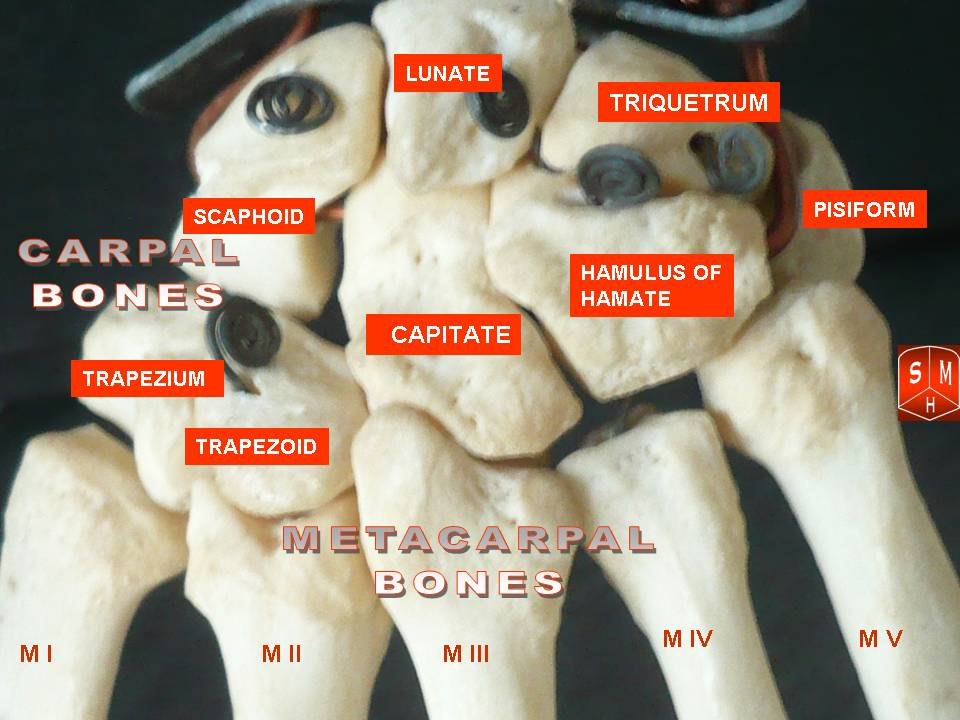
رسغ اليد ومشط اليد
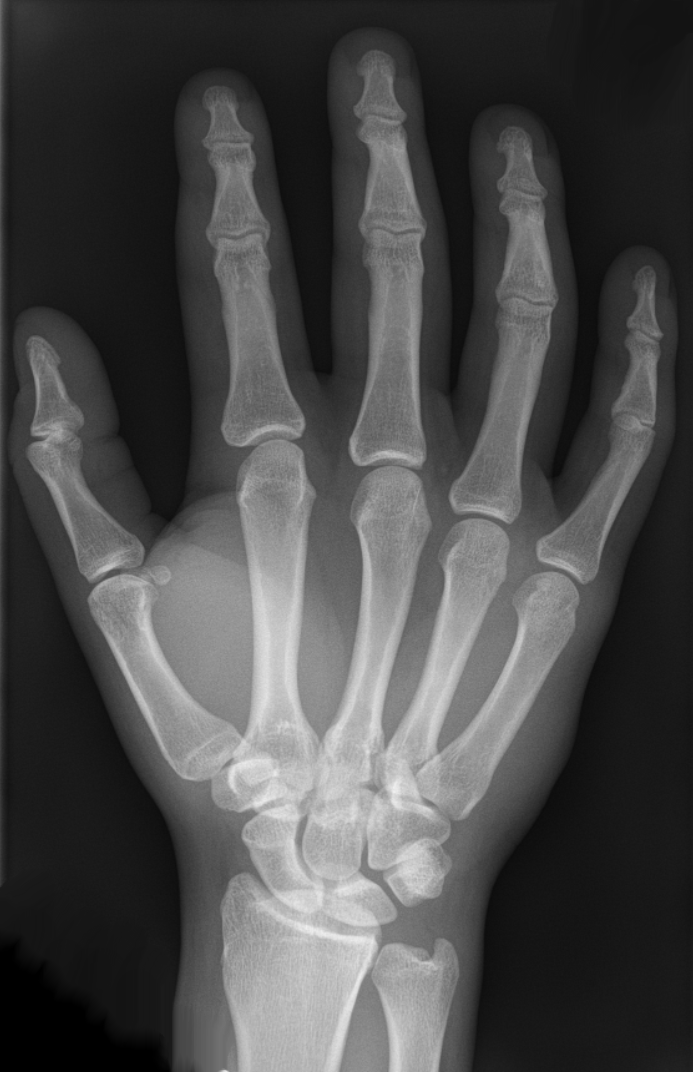
أشعة سينية توضح عظام اليد